# Bathytoma arbucklei
Bathytoma arbucklei es una especie de gastrópodo de la familia Borsoniidae.